# St. Martin’s
Die Insel St. Martin’s (kornisch Brechiek) gehört zu den Scilly-Inseln in Cornwall, Großbritannien.

## Beschreibung
Unter den besiedelten Inseln der Isles of Scilly liegt St. Martin’s am weitesten nördlich. Die 136-köpfige Inselbevölkerung (2011) bewohnt insgesamt drei Siedlungen: Lower Town, Middle Town und Higher Town. Daneben gibt es noch einige isoliert liegende Bauernhöfe und Landhäuser. St. Martin’s besitzt mit seinem Hotel und seinem Zeltplatz auch Unterkünfte für Touristen. Das Klima ist mild genug, um den Anbau von Wein zu ermöglichen. Das nördlich vorgelagerte White Island kann bei Ebbe über einen Tombolo erreicht werden.

## Geologie
St. Martin’s wird aus grobkörnigem Granit des Isles of Scilly Pluton aufgebaut (G 1a-Granit). Es lassen sich zwei Fazies unterscheiden. So ist im Nordteil der Insel ist eine reichhaltig porphyrische Fazies anstehend, deren Phänokristalle in nordöstlich-südwestliche Richtung eingeregelt sind. In der Fazies des Südabschnitts sind nur noch wenige Phänokristalle zu erkennen, welche aber dafür stark in ihren Korngrößen zwischen 1 und 4 Zentimeter schwanken können, sich mehrheitlich aber zwischen 1 und 2 Zentimeter bewegen. Die Nordfazies enthält zusätzlich kleinere Körper und Einschlüsse von wenig porphyrischem Granit und gelegentlich auch von feinkörnigem Granit (G 1c). Letztere sind abgerundet, von länglicher Gestalt und erreichen 20 Zentimeter Länge. Die wenig porphyrischen Einschlüsse besitzen eine unregelmäßige Form und lassen daher vermuten, dass die beiden Magmen nebeneinander koexistierten. Einer dieser kleineren Körper ist z. B. zwischen Great Bay und Wine Cove entlang der Nordküste aufgeschlossen.